# Château de Cinq-Mars
Le château de Cinq-Mars-la-Pile est situé sur la commune de Cinq-Mars-la-Pile, dans le département d'Indre-et-Loire.

## Historique
Le château féodal est lié à la seigneurie de Cinq-Mars (alias Saint-Médard),,, : des seigneurs sont signalés depuis le XIe siècle au moins (voir la succession détaillée de ces sires à l'article Cinq-Mars). Les premiers seigneurs connus (des Geoffroy, des Eudes, des Hardouin, des André, des Barthélemy) sont suivis au XIIIe siècle par deux Raoul : Raoul du Verger en 1232, puis Raoul de Saint-Alemand († avant 1272), père d'Eustachie de St-Alemand.  
Par son mariage semble-t-il, une certaine Eustach(i)e (la précédente ou une parente proche ?), héritière des sires de St-Médard/Cinq-Mars, transmet ensuite ladite seigneurie à la maison de L'Isle-Bouchard, à la fin du XIIIe (vers 1285 ?)-début du XIVe siècle. En effet, deviennent seigneurs de St-Médard : Barthélemi III de L'Isle-Bouchard († vers 1288), puis son fils cadet Jean Ier de L'Isle, frère de Bouchard VIII († vers 1290/1300), et mari en 1327 d'Agnès/Isabeau de Montbazon, fille de Barthélemi Ier Savary de Montbazon et de Marie de Dreux-Beu. 
Ledit Jean Ier de L'Isle (-Bouchard) (fl. 1336-1345) est seigneur de Cinq-Mars (mais sans doute pas de Bueil comme la tradition le soutenait : voir l'article Bueil), et après lui ses enfants : Jean II de L'Isle de St-Médard († vers 1366), puis sa sœur Jeanne de L'Isle, dame de St-Médard, épouse de Bonabès IV (1328-1377), sire de Rougé, Derval et vicomte de La Guerche. Par mariage, les Rougé de Derval se fondent au début du XVe siècle dans les Châteaugiron ; enfin, Jean de Châteaugiron-Malestroit († 1482), héritier de Derval, Combourg et Cinq-Mars, échange cette dernière seigneurie en 1474 avec Louis Ier de La Trémoïlle, vicomte de Thouars (1429-1483), contre Fougerai. 
Le règne des La Trémoïlle est continué par leur descendance Husson de Tonnerre jusque dans la 1re moitié du XVIe siècle : Louis II de La Trémoïlle († 1525 à Pavie), puis sa sœur Antoinette de La Trémoille († après 1507 ; elle marie en 1473 Charles de Husson, comte de Tonnerre, † 1492), et leurs fils et petit-fils Louis III († 1508) et Louis IV de Husson († 1537), comtes de Tonnerre.
À partir de 1530, une série de ventes interviennent, et finalement Martin Ruzé de Beaulieu devient le nouveau maître de Cinq-Mars : Secrétaire d'Etat, Grand-maître des mines de France, il achète la terre de Cinq-Mars peut-être vers 1603 (?) et † sans postérité en 1613. Ses héritiers seront ses petits-neveux, à charge pour eux de relever le nom de Ruzé (voir l'article Ruzé).  
Ainsi, hérite son petit-neveu Antoine Coëffier de Ruzé, marquis d'Effiat, surintendant des Finances, Maréchal de France, père du malheureux Henri Coëffier, marquis de Cinq-Mars, Grand-écuyer de France (né en 1620 et exécuté en 1642 à Lyon), beau-père du maréchal Charles de La Porte, 1er duc de la Meilleraye, et grand-père du 2e duc Armand-Charles de La Porte de La Meilleraye (mari d'Hortense Mancini, nièce de Mazarin). Deux fils du maréchal d'Effiat se succèdent ensuite à Cinq-Mars : Martin de Ruzé (1612-1644), et son frère puîné Jean de Ruzé (1622-1698, abbé de Saint-Cernin et de Trois-Fontaines) ; puis Antoine II de Ruzé, marquis d'Effiat († 1719 sans postérité), fils de Martin, gouverneur de Montargis, seigneur de Vichy et Gannat, Longjumeau et Chilly, Montrichard, Crocq, grand courtisan, favori de Monsieur. 
L'héritage passe alors à la postérité d'un autre petit-neveu de Martin Ruzé de Beaulieu : les Rueil de Ruzé, marquis de Ruzé. Mais le 10 novembre 1768, Benoît-Gabriel-Armand de Rueil de Ruzé d'Effiat cède Cinq-Mars contre 306 000 livres au ministre Choiseul (1719-1785), sire de Chanteloup et duc d'Amboise, qui l'échange dès 16 novembre 1768 avec Marie-Charles-Louis d'Albert, duc de Luynes et de Chevreuse (1717-1771), contre La Bourdaisière. 
Depuis les d'Albert de Luynes, cinq familles ont acquis les château et domaine de Cinq-Mars : François-Charles Moisant en 1797 (aussi propriétaire de Langeais et de la Perraudière, et beau-frère de Goüin-Moisant), puis sa fille Zéphirine Moisant épouse Boisseau de Beaulieu ; M. et Mme Mathieu Maucler en 1845 ; M. et Mme Louis Bussienne en 1856 ; Théobald-Arthur Genty en 1877 ; M. et Mme Nicolas Untersteller depuis 1957 puis leur fils Louis-Paul Untersteller (né en 1940).
Depuis le 27 avril 1976, les deux tours subsistantes et les douves avec leur pont font l’objet d’un classement au titre des monuments historiques, tandis que les façades et toitures des anciens communs ainsi que les restes de l’enceinte font l’objet d’une inscription au titre des monuments historiques.

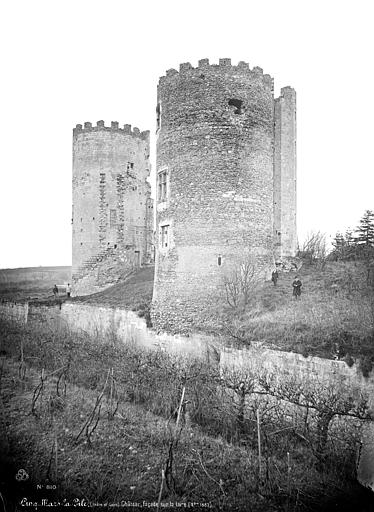
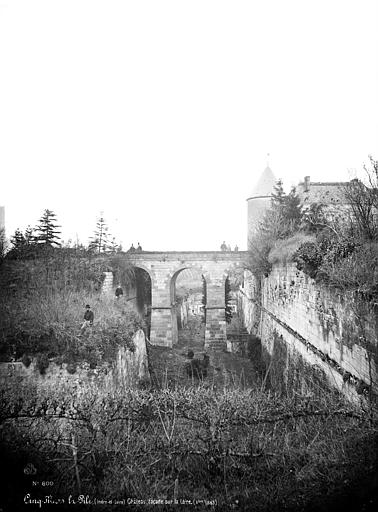
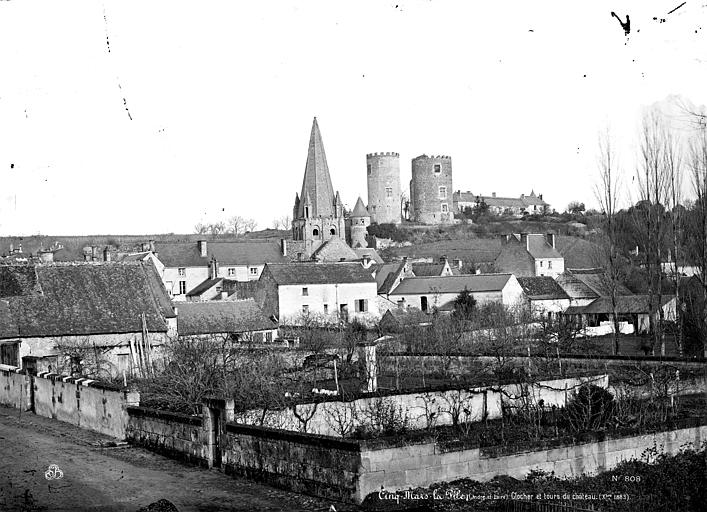